# José Antonio Delgado Villar
José Antonio Delgado Villar (ur. 30 marca 1993 w El Puerto de Santa María) – hiszpański piłkarz występujący na pozycji pomocnika w Ruchu Chorzów.